# Малый Караван-сарай
Малый Караван-сарай, или Ханский Караван-сарай — караван-сарай, расположенный в исторической части города Баку в Ичери-шехер на улице Хагигат Рзаевой. Согласно Постановлению Кабинета Министров Азербайджанской Республики от 2 августа 2001 года двухэтажный караван-сарай был зарегистрирован в качестве национального памятника архитектуры.

## Описание
Ханский караван-сарай был построен на рубеже XV—XVI веков. В плане караван-сарай имеет квадратную форму. Внутри караван-сарая находится прямоугольный обширный двор со срезанными углами. По всему периметру двор окружен эйваном, за которым расположены жилые ячейки — комнаты.
В северной и южной частях Ханского караван-сарая находятся два сквозных входа с группой помещений, соединяющих набережную и торговую улицы. Входы подчеркнуты в форме портальных композиций. В период средневековья основной вход был со стороны моря. С южной стороны фасад караван-сарая двухэтажный и имеет вид оборонительного сооружения.
Историки предполагают, что до караван-сарая здесь функционировала Медресе, которая входила в комплекс Джаме и кельи предназначались для проживания студентов, обучающихся в Медресе.

## Галерея

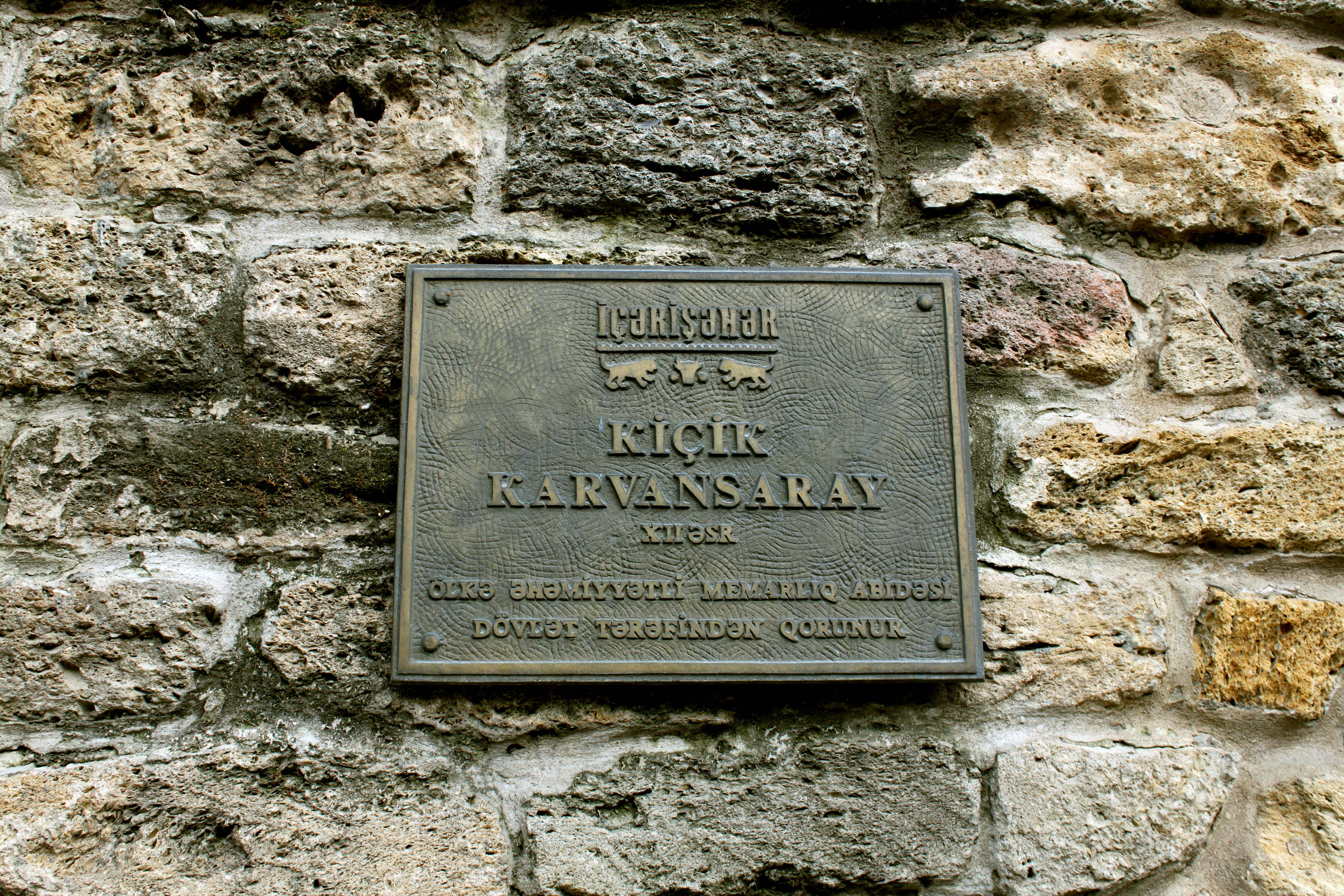
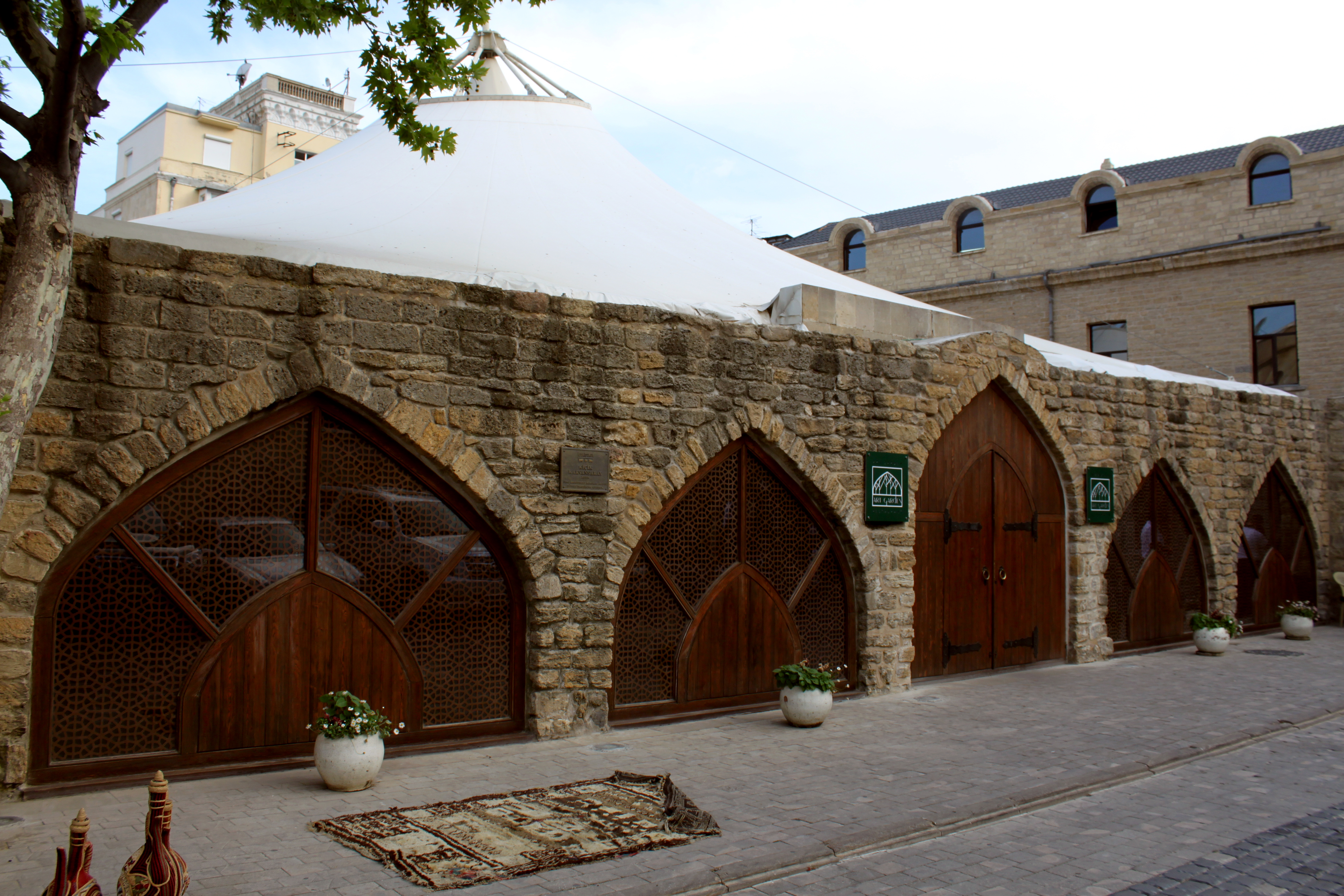
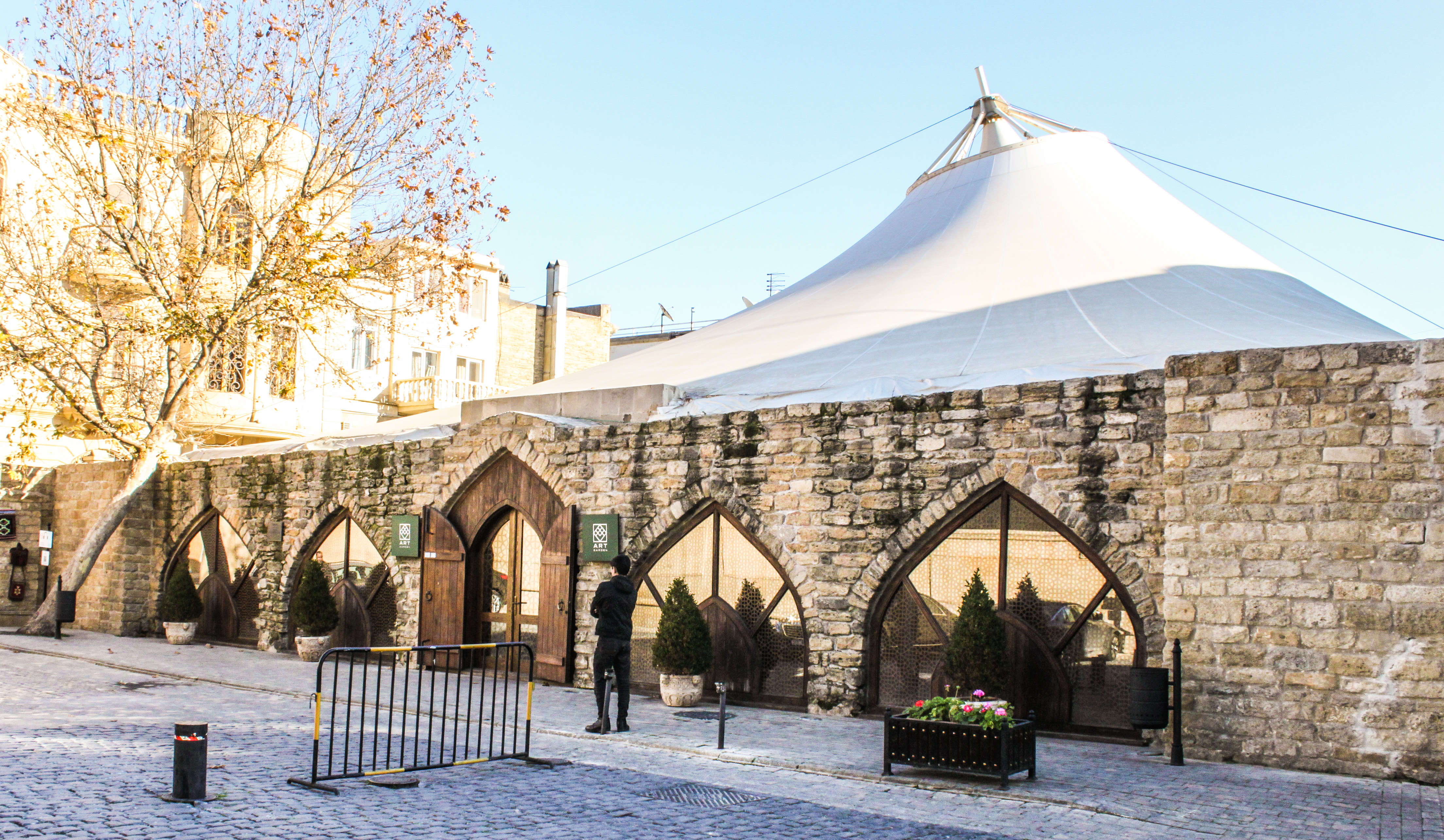